# Gerald Levert
Gerald Edward Levert (Cleveland, 13 de julho de 1966 - Cleveland, 10 de novembro de 2006) foi um cantor americano de R&B. Gerald Levert cantava com seu irmão, Sean Levert, e seu amigo Marc Gordon no trio LeVert. Ele também fez parte do grupo de R&B LSG, constituído ainda por Keith Sweat e Gill Johnny. Seu pai, Eddie Levert, é o vocalista do grupo de soul The O'Jays de meados de 1970.

## Vida pessoal
Levert teve três filhos: LeMicah, Camryn e Carlysia. Carlysia, uma aspirante a cantora, apareceu na série da MTV My Sweet Super 16, com seu pai em 2005.
Morreu em 10 de novembro de 2006, aos 40 anos de idade. Seu primo, ao tentar acordá-lo, encontrou o cantor já morto. A suspeita era de ataque cardíaco, porém uma autópsia feita no corpo de Levert descobriu que ele sofrera uma overdose de drogas. Antes de sua morte, ele gravou o décimo álbum de sua carreira solo, In My Songs, lançado em fevereiro de 2007.

## Prêmios e indicações
Em 7 de dezembro de 2006, foi anunciado que Levert, junto com a lenda do soul Chaka Khan, a cantora gospel Yolanda Adams, e o crooner de R&B Carl Thomas foram nomeados para um Grammy Melhor na categoria de R&B performance de um Duo ou Grupo com Vocais por sua colaboração em "(Family Reunion) Everyday", uma canção da trilha sonora de Tyler Perry Madea's Family Reunion Ele foi nomeado novamente para o Melhor Traditional R&B Vocal Performance por seu single, "In My Songs". Na quinquagésima anual Grammy Awards, foi anunciado que Levert tinha ganhado o prêmio de "In My Songs". Sean Levert, ex-integrante e fundador do trio LeVert, aceitou em nome do irmão falecido.
- American Music Award
  - 1999, Favorite R&B/Soul Band, Duo or Group (Indicado) w/ LSG
  - 1993, Favorite Male R&B/Soul Artist (Indicado)
  - 1988, Favorite R&B/Soul Single: "Casanova" (Indicado) w/ Levert

- BET Awards
  - 2007, Favorite Male R&B Artist: (Indicado)
  - 2007, BET Just Cool Like Dat: (Winner)

- Grammy Awards
  - 2008, Best Traditional R&B Performance: "In My Songs" (Winner)
  - 2007, Best R&B Performance by a Duo or Group: "Everyday (Family Reunion)" (Indicado) w/ Chaka Khan, Carl Thomas & Yolanda Adams
  - 1998, Best R&B Álbum By A Duo or Group: "Levert Sweat Gill" (Indicado) w/ w/ LSG
  - 1988, Best R&B Performance by a Duo or Group: "Cassnova" (Indicado) w/ Levert

- NAACP Image Awards
  - 2004, Outstanding Male Artist (Indicado)
  - 2008, Best Duo or Group (Winner) as Gerald Levert & Eddie Levert

- Soul Train Music Awards
  - 2003, Favorite Male Soul/R&B Album: The G Spot (Indicado)
  - 1999, Favorite Band, Duo or Group Album: Levert.Sweat.Gill (Indicado)
  - 1995, Favorite Male Soul/R&B Album: Groove On (Indicado)
  - 1988, Favorite Band, Duo or Group Single: "Cassanova" (Winner) w/ Levert
  - 1988, Favorite Band, Duo or Group Album: The Big Throwdown (Winner) w/ Levert

## Discografia

### Álbuns (LeVert)
- 1985: I Get Hot
- 1986: Bloodline (#8 R&B)
- 1987: The Big Throwdown (#3 R&B, #32 Pop)
- 1988: Just Coolin (#6 R&B)
- 1990: Rope A Dope Style (#9 R&B)
- 1993: For Real Tho (#5 R&B, #35 Pop)
- 1997: The Whole Scenario (#10 R&B)

### Álbuns (solo)
- 1991: Private Line
- 1994: Groove On
- 1998: Love & Consequences
- 1999: G (Gerald LeVert album)
- 2001: Geralds World
- 2002: The G Spot
- 2003: Stroke Of Genius
- 2004: Do I Speak For The World
- 2005: Voices
- 2007: In My Songs
- 2010: The Best of Gerald Levert

### Álbuns (LSG)
- 1997: Levert-Sweat-Gill (#2 R&B, #4 Pop)
- 2003: LSG2 (#3 R&B, #6 Pop)

### Álbuns (Gerald & Eddie Levert)
- 1995: Father & Son
- 2007: Something To Talk About

### Singles (LeVert)
- 1985: "I'm Still" (#70 R&B)
- 1986: "Pop, Goes My Mind" (#1 R&B)
- 1987: "Casanova" (#1 R&B, #5 Pop)
- 1987: "My Forever Love" (#2 R&B)
- 1988: "Sweet Sensation" (#4 R&B)
- 1988: "Addicted to You" (#1 R&B)
- 1988: "Pull Over" (#2 R&B)
- 1989: "Just Coolin" (#1 R&B)
- 1989: "Gotta Get the Money" (#4 R&B)
- 1990: "Rope A Dope Style" (#7 R&B)
- 1990: "All Season" (#4 R&B)
- 1991: "Baby I'm Ready" (#1 R&B)
- 1993: "ABC-123" (#5 R&B)

### Singles (LSG)
- 1997: "My Body" (#1 R&B, #4 Pop)

### Singles (solo)
- 1991: "Private Line" (#1 R&B)
- 1992: "School Me" (#3 R&B)
- 1992: "Can You Handle It" (#9 R&B)
- 1994: "I'd Give Anything" (#4 R&B, #28 Pop)
- 1995: "Answering Service" (#12 R&B)
- 1995: "Can't Help Myself" (#17 R&B)
- 1995: "How Many Times" (#55 R&B)
- 1998: "Thinkin' Bout It" (#2 R&B, #12 Pop)
- 1999: "Taking Everything" (#3 R&B, #11 Pop)
- 1999: "Nothin' to Somethin" (#55 R&B)
- 2000: "Baby U Are" (#31 R&B, #89 Pop)
- 2000: "Mr. Too Damn Good" (#20 R&B)
- 2000: "Dream With No Love" (#84 R&B)
- 2001: "Made To Love Ya" (#37 R&B)
- 2002: "Funny" (#37 R&B)
- 2002: "What Makes It Good To You (No Premature Lovin')" (#66 R&B)
- 2003: "Closure" (#57 R&B)
- 2004: "One Million Times" (#56 R&B)
- 2004: "U Got That Love (Call It a Night)" (#30 R&B)
- 2004: "Wear It Out" (#58 R&B)
- 2005: "So What (If You Got a Baby)" (#49 R&B)
- 2007: "In My Songs" (#21 R&B)
- 2007: "DJ Don't" (#31 R&B)
- 2010: Can It Stay

### Duetos
- 1988: That's What Love Is (#4 R&B com Miki Howard)
- 1990: Just One Of Them Things (com Keith Sweat)
- 1992: Baby Hold On To Me (#1 R&B com Eddie Levert)
- 1995: Already Missing You (#7 R&B com Eddie Levert)
- 1996: Wind Beneath My Wings" (#30 R&B com Eddie Levert)